# Pauli Impivaara
 Paavo "Pauli" Toimi, född 3 mars 1908, död 24 maj 1982, var en finländsk musiker (saxofonist) och kompositör. Impivaara var aktiv i Dallapé åren 1928–29.